# Microrregión del Agreste de Itabaiana
La microrregión de Agreste de Itabaiana es una de las microrregiones del estado brasilero de Sergipe perteneciente a la mesorregión del Agreste Sergipano. Está dividida en siete municipios.

## Municipios
- Areia Branca
- Campo do Brito
- Itabaiana
- Macambira
- Malhador
- Moita Bonita
- São Domingos

- Datos: Q2540264